# 2018 en Géorgie
Chronologie de la Géorgie
- 2014
- 2015
- 2016
- 2017
- 2018
- 2019
- 2020
- 2021
- 2022

Cette page recense des événements qui se sont produits durant l'année 2018 en Géorgie.

## Gouvernement
| Position | Officiel                                                    | Mandat |
| --- | ----------------------------------------------------------- | ------ |
| Président | Giorgi Margvelachvili Salomé Zourabichvili                  |        |
| Premier Ministre                                                                                                   | Giorgi Kvirikachvili Mamouka Bakhtadze                      |        |
| Premier Vice Premier Ministre                                                                                      | Dimitri Koumsichvili Giorgi Gakharia                        |        |
| Second Vice Premier Ministre                                                                                       | Mikheïl Djanelidze Maïa Tskitichvili                        |        |
| Ministre des Affaires étrangères                                                                                   | Mikheïl Djanelidze Davit Zalkaliani                         |        |
| Ministre de la Défense                                                                                             | Levan Izoria                                                |        |
| Ministre des Déplacés internes venant des territoires occupés, du Travail, de la Santé et de la Protection sociale | Davit Sergueenko                                            |        |
| Ministre du Travail, de la Santé et des Affaires sociales                                                          | Davit Sergueenko                                            |        |
| Ministre de la Justice                                                                                             | Tea Tsouloukiani                                            |        |
| Ministre des Corrections et de l'Assistance légale                                                                 | Kakhi Kakhichvili                                           |        |
| Ministre de l’Éducation et de la Science                                                                           | Mikheïl Tchkhenkeli Mikheïl Batiachvili                     |        |
| Ministre de la Culture et de Protection des monuments                                                              | Mikheïl Guiorgadze                                          |        |
| Ministre de la Protection environnementale et de l'Agriculture                                                     | Levan Davitachvili                                          |        |
| Ministre des Déplacés internes, de l’Accommodation et des Réfugiés                                                 | Sozar Soubari                                               |        |
| Ministre de la Culture, du Sport et de la Protection des monuments                                                 | Mikheïl Guiorgadze                                          |        |
| Ministre de la Finance                                                                                             | Mamouka Bakhtadze Ivane Matchavariani                       |        |
| Ministre de l’Économie et du Développement durable                                                                 | Dimitri Koumsichvili Giorgi Tcherkezichvili Giorgi Koboulia |        |
| Ministre du Développement régional et de l'Infrastructure                                                          | Zourab Alavidze Maïa Tskitichvili                           |        |
| Ministre d’État pour la Réconciliation et l’Égalité civile                                                         | Ketevan Tsikhelachvili                                      |        |
| Président du Gouvernement de la République autonome d'Abkhazie (en exil)                                           | Vakhtang Kolbaia                                            |        |
| Président du Gouvernement de la République autonome d'Adjarie                                                      | Zourab Pataradze Tornike Rijvadze                           |        |

## Chronologie

### Janvier
- 3 janvier : Raoul Khadjimba, président séparatiste d'Abkhazie, pardonne Guiorgui Loukava, un Géorgien inculpé d'actes terroristes dans les années 1990, dans le cadre d'un échange de prisonniers entre l'Abkhazie, la Géorgie et l'Ossétie du Sud. Le pardon mène à une vague de manifestations contre Khadjimba[1].
- 5 janvier : La Cour municipale de Tbilissi condamne l'ancien président Mikheïl Saakachvili à 3 ans de prison in absentia pour son abus de pouvoir. Le cas date de 2006, lorsque Saakachvili pardonne certains officiels du Ministère des Affaires intérieures inculpés dans le meurtre d'un étudiant[2].
- 7 janvier : Anatoli Bibilov, président séparatiste d'Ossétie du Sud, visite la république séparatiste de Donetsk en Ukraine et visite le front de guerre dans le cadre de la guerre civile ukrainienne. Dans une annonce controversielle, Bibilov considère Kiev, la capitale ukrainienne, comme « ville russe »[3].
- 8 janvier : Anna Dolidzé est nommée au Haut Conseil de Justice par le Président Margvelachvili. Le HCJ est l'organisme gouvernemental responsable de réglementer le système judiciaire et de nommer certains juges. Dolidzé sert auparavant en tant que secrétaire parlementaire au Président et commence un mandat de 4 ans, marqué par de nombreux désaccords avec le parti RG au pouvoir[4].
- 9 janvier : Le président sud-ossète Anatoli Bibilov visite la République Sprska en Bosnie-Herzégovine et signe un accord de coopération avec l'entité fédérale. Tbilissi proteste la visite et la signature par Milorad Dodik. Sarajevo répond en apportant son soutien envers l'intégrité territoriale de la Géorgie, signalant un désaccord entre la capitale bosniaque et sa république autonome, ainsi que la politique pro-russe et séparatiste de Dodik[5].
- 10 janvier : Temirlan Matchalikachvili, un suspect de 18 ans possiblement inculpé dans la planification d'une attaque terroriste, meurt deux semaines après avoir été hospitalisé à la suite d'un raid policier dans la gorge de Pankissi. La mort de Matchalikachvili mène à une crise dans la région de Pankissi, dont les dirigeants musulmans entrent en conflit politique avec Tbilissi, et à de nombreuses manifestations à Tbilissi. La famille de Matchalikachvili reste campée devant le Parlement géorgien jusque aujourd'hui[6].
- 11 janvier : Le gouvernement séparatiste d'Ossétie du Sud fait une prétention territoriale sur une partie de la région de Mtskheta-Mtianeti en Géorgie propre[7].
- 15 janvier : Le Président Guiorgui Margvelachvili pose son véto sur le projet de loi approuvé par le Parlement augmentant les pouvoirs de la Georgian Public Broadcasting, la télévision publique de Géorgie. Le Président s'oppose à la loi afin de protéger le secteur privé[8].
- 16 janvier : La Géorgie et la Lettonie signent un accord de partenariat stratégique entre les législatures des deux pays[9].
- 17 janvier : La Russie ouvre un point de douane à Akhalgori, une municipalité géorgienne sous contrôle des séparatistes sud-ossètes. La Géorgie condamne l'ouverture comme une tentative d'annexer la région au sein de la sphère douanière de Moscou[10].
- 22 janvier : La Géorgie et l'Ouzbékistan signent un accord de coopération législatif[11].
- 23 janvier : En Abkhazie, les groupes politiques opposés au régime de Raoul Khadjimba forment le parti Abkhazie unie dans le but de demander la démission du président de la république séparatiste[12].
- 25 janvier : Des centaines d'activistes manifestent devant le Parlement à Tbilissi pour demander une libéralisation des lois contre les drogues en Géorgie[13].
- 26 janvier : Maja Gojkovic, président du Parlement de Serbie, visite la Géorgie une semaine après la visite controversielle du chef séparatiste d'Ossétie du Sud Anatoli Bibilov dans la République serbe Sprska. Belgrade et Tbilissi s'accordent à soutenir mutuellement l'intégrité territoriale de la Serbie et de la Géorgie face aux crises du Kosovo, de l'Abkhazie et de l'Ossétie du Sud[14].
- 31 janvier : La Géorgie et la Roumanie signent un accord de coopération militaire[15].

### Février
- 5 février : La Russie signe un accord autorisant l'intégration progressive des forces armées séparatistes de l'Ossétie du Sud au sein de l'Armée russe[16].
- 8 février : Le Parlement approuve un projet de loi du Ministère de la Défense réformant les forces armées géorgiennes et créant une résèrve de mobilisation avec un service compulsaire[17].
- 9 février : Temour Kekelidzé devient le nouveau chef de la police frontalière. La position est vacante depuis juillet 2017, à la suite d'un scandale impliquant la disparition d'un journaliste azerbaïdjanais en Géorgie et sa réapparition dans une prison azerbaïdjanaise un jour plus tard[18].
- 12 février : 
  - L'ancien président Mikheïl Saakachvili, en exil en Ukraine depuis 2013 et chef d'un mouvement politique opposé au président ukrainien Petro Porochenko, est déporté vers la Pologne par Kiyv[19].
  - Londa Toloraïa, une officielle du Bureau du Procureur d'État, devient la première directrice du Département des Droits de l'Homme du Ministère des Affaires intérieures[20].
- 15 février : La Géorgie, l'Azerbaïdjan et la Turquie signent une déclaration commune pour supporter le projet de la Commission européenne du Corridor gazier sud-européen[21].
- 16 février : Le Ministère de la Finance inaugure un programme d'aide aux petites entreprises, incluant une niche fiscale pour toute petite entreprise géorgienne jusqu'à 5 % des responsabilités fiscales[22].
- 23 février : Artchil Tatounachvili meurt après une journée sous détention des autorités séparatistes d'Ossétie du Sud. Tatounachvili est un Géorgien d'Akhalgori (ville géorgienne sous contrôle séparatiste) qui visite sa famille périodiquement et est détenu par le KGB de Tskhinvali, qui l'accuse d'espionnage, le 22 février. Le gouvernement sud-ossète dit que la mort est un incident qui se déroule lors d'un affrontement entre des policiers et le détenu, tout en refusant de rendre le corps à sa famille pendant près d'un mois. Il est plus tard découvert que Tatounachvili est soumis à une intense torture et est exécuté. Le meurtre de Tatounachvili est condamné par la communauté internationale. Tbilissi et certains pays occidentaux adoptent la « Liste Tatounachvili-Otkhozoria » pour sanctionner certains membres du gouvernement sud-ossète en réponse.

### Mars
- 1er mars : Guigui Ougoulava, ancien maire de Tbilissi, est jugé coupable d'abus de pouvoir pour avoir détourné plus de 48 millions de lari des fonds municipaux pour financer les activités du MNU pendant les élections législatives de 2012. Toutefois, il ne sert pas sa peine de prison car la Cour municipale de Tbilissi juge sa punition précédente suffisante[23].
- 5 mars : 
  - La Bosnie-Herzégovine et la Géorgie signent un accord de soutien bilatéral dans les affaires diplomatiques[24].
  - Le Parlement géorgien annonce un programme de décentralisation national, envisageant une augmentation du budget des gouvernements locaux jusqu'à 7 % du PIB national d'ici 2025[25].
- 7 mars-9 mars : Une délégation de la Chambre des Représentants de Jordanie visite l'Abkhazie, menant à une sévère condamnation par Tbilissi. Amman émet une déclaration assurant le gouvernement géorgien de son soutien envers l'intégrité territoriale de la Géorgie[26].
- 7 mars : La Géorgie et la Serbie signent un accord d'exemption de visa[27].
- 9 mars : Le Premier Ministre Guiorgui Kvirikachvili appelle au dialogue direct envers une réconciliation avec la Russie, l'Abkhazie et l'Ossétie du Sud. L'appel est critiqué par l'opposition géorgienne et refusé par Moscou[28].
- 14 mars : Les gouvernements de Géorgie et de Suède signent un accord bilatéral sur le rapatriement des prisonniers[29].
- 15 mars : Les ministres des Affaires étrangères de Géorgie, d'Iran, de Turquie et d'Azerbaïdjan se rencontrent à Bakou pour inaugurer un nouveau partenariat entre les quatre pays[30].
- 18 mars : Élections présidentielles en Russie, qui voit la réélection du président autoritaire Vladimir Poutine. Ce dernier remporte 94 % des voix en Abkhazie et 93 % des voix en Ossétie du Sud[31].
- 19 mars : Une manifestation du groupe d'extrême-droite « Marche des Géorgiens » devant le bureau de la chaîne télévisée Roustavi 2 dégénère dans la violence et l'hospitalisation du journaliste Davit Eradzé. Les manifestants protestent contre le journaliste Guiorgui Gabounia, qui prononça la veille une tirade contre la politique écologique du gouvernement géorgien et dit que « Jésus Christ n'aurait pas été crucifié » par manque de bois s'il vivait en Géorgie. Six manifestants sont arrêtés[32].
- 23 mars : 
  - Donald J. Trump signe une loi interdisant toute aide monétaire américaine aux pays ayant reconnu l'indépendance de l'Abkhazie et de l'Ossétie du Sud[33].
  - Le Parlement adopte une série d’amendements à la Constitution de Géorgie, dont des changements autorisant les partis politiques à former des blocs électoraux lors des élections législatives et instituant le droit à l'éducation et la liberté académique[34].
  - Le Parlement défait un projet de loi instituant un quota de femmes aux conseils municipaux et au Parlement, un projet introduit par un large groupe d'ONG et soutenu par le gouvernement et la communauté internationale[35].
  - Durant la visite d'Alexandre Lukashenka, président de Biélorussie, la Géorgie et la Biélorussie signent plus de dix accords bilatéraux pour approfondir les relations bilatérales dans le commerce, la finance, l'agriculture, la culture et l'éducation, entre autres. La Biélorussie, un proche partenaire de la Russie, affirme son soutien envers l'intégrité territoriale de la Géorgie[36].
- 27 mars-28 mars : Le 43e tour des Discussions internationales de Genève au sujet des conflits séparatistes géorgiens se déroule. Tbilissi et Washington condamnent le meurtre du Géorgien Artchil Tatounachvili lors de sa détention dans une prison sud-ossète, tandis que Moscou, Tskhinvali et Sokhoumi quittent les négociations afin d'éviter le sujet des déplacés internes[37].
- 27 mars : Papouna Ougrekhelidzé, directeur du Registre public au Ministère de la Justice, démissionne pour harcèlement sexuel contre une employée[38].
- 29 mars : La Géorgie expulse un diplomate russe en réponse à l'empoisonnement de Sergueï et Ioulia Skripal[39].
- 30 mars : 
  - L'Assemblée d'Ossétie du Sud change son système électoral, remplaçant le système proportionnel en un système semi-majoritaire et semi-proportionnel pour la législature séparatiste[40].
  - Maïa Tskitichvili est nommée ministre de l'Infrastructure et du Développement régional à la suite de la démission de son prédécesseur[41].

### Avril
- 1er avril : Tbilissi, Bakou et Ankara signent un accord de coopération militaire[42].
- 4 avril : 
  - Le gouvernement géorgien adopte un nouveau plan de paix avec ses républiques séparatistes d'Abkhazie et d'Ossétie du Sud, intitulé « Une nouvelle étape pour un meilleur futur ». Le plan inclut des programmes d'échanges économiques et sociaux. L'Abkhazie[43] et l'Ossétie du Sud[44] refusent le plan, qui est applaudi par les capitales occidentales.
  - Kakha Samkharadzé, ancien gouverneur de Chida Karthli, est nommé gouverneur de Samtskhé-Djavakheti. Il est remplacé dans sa précédente fonction par Akaki Matchoutadzé[45].
- 5 avril : Six hommes meurent lors d'un accident dans une mine à Tkibouli (Iméréthie). L'incident mène vers de nombreux appels à de meilleures réglementations pour la sécurité du travail[46].
- 11 avril : La Commission européenne déclare dans une lettre adressée aux ONG géorgiennes que les règles de sécurité au travail sont faibles en Géorgie et ne sont pas au niveau des principes de l'UE[47].
- 13 avril : La Russie expulse un diplomate géorgien en stationnement à Moscou, en réponse d'une décision similaire par la Géorgie en mars en raison de l'affaire Skripal[48].
- 18 avril : 
  - Le Parlement approuve un projet de loi autorisant tout parti politique avec au moins un député au Parlement à recevoir un financement public. Cette loi est vue comme un moyen d'allier le parti au pouvoir avec le Parti des Industrialistes, dont un membre a été élu au Parlement lors d'une élection spéciale[49].
  - Un paysan géorgien est capturé par le KGB d'Ossétie du Sud sur la zone de conflit. Après de nombreuses manifestations à Tbilissi et la menace par les activistes géorgiens de bloquer la route commerciale menant de la Russie à la Transcaucasie, les séparatistes le relâchent un jour plus tard[50].
- 18 avril : La division au sein du gouvernement augmente en raison de la politique de clémence du Président Guiorgui Margvelachvili. Ce dernier est critiqué pour avoir offert un pardon à Vepkhia Bakradzé, un ancien prisonnier désormais premier suspect dans un meurtre. Le RG et le parti d'opposition GE critiquent le Président lourdement, ce qui est répondu par l'Administration du Président comme une tentative de former une alliance législative entre le parti au pouvoir et la GE[51].
- 19 avril-21 avril : Le dirigeant séparatiste d'Ossétie du Sud Anatoli Bibilov visite la Crimée pour un forum économique organisé par la Russie. Il y rencontre des délégations de Syrie, d'Érythrée, de Serbie et du Japon. L'Ossétie du Sud signe un accord de coopération avec la République de Crimée[52].
- 23 avril : La Cour municipale de Tbilissi trouve l'ancien ministre de la Défense Batcho Akhalaïa coupable de torture et d'abus sexuel lors de l'administration du Président Saakachvili. Akhalaïa a organisé de nombreuses séances de torture sur des prisonniers afin de forcer des confessions pour espionnage russe[53].
- 24 avril : Guennadi Gagoulia est nommé Premier Ministre de la république séparatiste d'Abkhazie, ayant servi à ce poste en 1995-1997 et 2002-2003. Il meurt dans un accident de voiture moins d'un an plus tard[54].
- 27 avril : Le gouvernement séparatiste d'Ossétie du Sud annonce une série de restrictions à dessein de restreindre les droits des Géorgiens résidant dans la région. Les réglementations interdisent aux employés publics de voyager en Géorgie propre, refusent la citoyenneté sud-ossète à toute personne voyageant en Géorgie et interdisent le partage de pâtures entre fermiers géorgiens et ossètes[55].
- 29 avril : Guivi Tchitchinadzé du RG remporte l'éléction spéciale pour la circonscription parlementaire de Khoni-Vani. Tchitchinadzé remporte au premier tour avec 58 % des voix, contre l'ancien maire de Tbilissi Guigui Ougoulava du de GE[56].

### Mai
- 1er mai : Le MNU, dirigé par l'ancien président en exil Mikheïl Saakachvili, s'accorde avec sept autres partis politiques d'opposition de combiner leurs forces pour les élections présidentielles d'octobre[57].
- 2 mai : 
  - Le Président Guorgui Margvelachvili prononce son discours annuel devant le Parlement, durant lequel il critique le parti RG au pouvoir de centraliser son pouvoir, le comparant aux gouvernements autoritaires de Mikheïl Saakachvili et Edouard Chevardnadzé. Lors de la séance autorisant les députés de poser des questions, le Président quitte la chambre législative après être refusé le droit de répondre à certaines questions et accusations. Le parti GE d'opposition quitte aussi le Parlement par protestation. Le Président Guiorgui Margvelachvili est notamment  accusé de corruption par le président du Parlement Irakli Kobakhidzé pour sa politique de clémence. Cette accusation est plus tard lourdement condamnée par la Présidence, qui demande au Parlement de lancer une enquête auprès du Bureau du Procureur d'État si les accusations sont basées sur la réalité[58].
  - La Lituanie adopte Sakartvelas comme nom officiel pour la Géorgie. La nouvelle appellation dérive du géorgien საქართველო (sak'art'velo) et remplace Gruzija, dérivé du russe[59].
  - La Géorgie et Israël signent un accord de coopération dans l'éducation militaire[60].
- 3 mai : Un groupe d'ONG réclame la démission de la présidente du Comité des Droits de l'Homme du Parlement, Sopio Kiladzé, pour le refus du Comité de commémorer le Jour international contre l'Homophobie et la Transphobie[61].
- 4 mai : La Cour municipale de Tbilissi oblige la cessation de production d'une marque de préservatifs dépictant des symboles religieux. La compagnie Aiisa se pleint d'un « dangereux précédent » pour la liberté d'expression[62].
- 6 mai : Les autorités sud-ossètes ferment l'accès à l'Église orthodoxe d'Adzvi. Le village d'Adzvi se situe sur territoire géorgien, tandis que son église se trouve sous territoire séparatiste depuis la construction d'un barrage par l'armée russe en 2014[63].
- 7 mai : Une délégation menée par le Ministère de l'Économie visite Téhéran pour rencontre les dirigeants iraniens. Durant la visite, le gouvernement iranien adopte un décret autorisant l'accès sans restriction aux ports iraniens aux navires de commerce enregistrés en Géorgie[64].
- 11 mai : Bidzina Ivanichvili, milliardaire et ancien Premier Ministre, est élu président du parti au pouvoir, le RG, dénottant son retour dans la politique nationale. Son éléction marque le début d'une influence de plus en plus importante dans la politique géorgienne[65].
- 12 mai-14 mai : Des centaines de manifestants protestent devant le Parlement de Tbilissi contre les raids policiers conduits sur des boîtes de nuit, demandant que le gouvernement central ne s'implique pas dans ce que les jeunes activistes nomment une « révolution sociale ». Parallèlement, des groups d'extrème-droite manifestent en faveur de la police et appellent à la violence[66].
- 17 mai : Près de 250 activistes anti-homophobie manifestent devant la Chancellerie contre la violence contre la communauté homosexuelle. Les protestataires demandent la démission de Sopio Kiladzé, présidente du Comité des Droits de l'Homme au Parlement[67]. Pendant ce temps, des centaines d'activistes conservateurs, menés par des représentants de l'Église orthodoxe géorgienne, manifestent sur l'avenue Roustaveli pour les « valeurs familiales »[68].
- 18 mai : La Russie signe un contrat acceptant la compagnie suisse SGS comme inspecteur et moniteur de biens traversant les routes de commerce russo-géorgiennes passant par l'Abkhazie et l'Ossétie du Sud. La Géorgie a déjà signé ce contrat en 2017. L'accord entre Moscou, Tbilissi et la Suisse autorise les autoroutes passant par les républiques séparatistes et bloquées depuis les années 1990[69].
- 26 mai : 
  - La Géorgie célèbre son Jour de l'Indépendance, commémorant les 100 ans depuis la déclaration d'indépendance de la République démocratique de Géorgie du 26 mai 1918[70].
  - Le Forum économique de Krynica est organisé à Tbilissi, réunissant les présidents de Géorgie, de Pologne et de Slovaquie et des dignitaires internationaux pour discuter des avantages économiques de la Géorgie[71].
- 27 mai : Des milliers de protestataires manifestent devant le Bâtiment du Parlement de Tbilissi pour demander un procès juste sur le double meurtre d'adolescents en décembre 2017[72].
- 28 mai : Des dizaines de villageois bloquent la route menant vers la Turquie au village de Soulda (Samtskhé-Djavakhethi), à la suite d'un vol de 65 vaches des fermiers locaux. Les résidents du village disent que les cambrioleurs se dirigent vers la Turquie[73].
- 29 mai : La Syrie reconnait l'indépendance des républiques séparatistes d'Abkhazie et d'Ossétie du Sud, devenant le 5e État membre de l'ONU à le faire depuis 2008, suivant la Russie, le Nicaragua, le Venezuela et Nauru. La Géorgie cesse ses relations diplomatiques avec la Syrie en réponse. La Turquie, les États-Unis et de nombreuses nations de l'UE condamnent la Syrie[74].
- 30 mai : Nikol Pachinian, nouveau Premier Ministre d'Arménie, visite pour la première fois la Géorgie pour célébrer les déclarations successives d'indépendance de la Géorgie et de l'Arménie en 1918[75]. Cette visite est symbolique et marque le début d'un réchauffement des relations entre Tbilissi et Erevan.
- 31 mai : 
  - La Cour municipale de Tbilissi livre son verdict sur le double meurtre de la Rue Khorava de Tbilissi en décembre 2017 et échoue dans l'inculpation du meurtrier de Davit Saralidzé, un jeune homme de 16 ans. Irakli Chotadzé, Procureur en chef de Géorgie, démissionne après de nombreuses protestations[76].

### Juin
- 1er juin-3 juin : Des milliers de Géorgiens manifestent à Tbilissi pour demander la démission du Premier Ministre Guiorgui Kvirikachvili pour l'enquêtre controversielle sur le double meurtre d'adolescents sur la Rue Khordava de Tbilissi en 2018. Durant les manifestations, le Président Margvelachvili rencontre Davit Saralidzé, le père d'une des victimes[77].
- 3 juin-6 juin : Les conducteurs de métro de Tbilissi sont en grève, demandant une augmentation de 45 % de leur salaire. La Ville de Tbilissi parvient à offrir une augmentation afin de mettre un terme à la grève, malgré la situation financière difficile du gouvernement municipal[78].
- 6 juin : Le Parlement forme une commission spéciale pour enquêter le double meurtre d'adolescents sur la Rue Khordava en 2018, un cas avec des implications gouvernementales. La Commission est menée par le parti d'opposition Géorgie européenne[79].
- 9 juin : Mirza Soubeliani, un officiel du Bureau du Procureur, est arrêté pour son implication dans la couverture du double meurtre d'adolescents sur la Rue Khorava en décembre dernier. Soubeliani aurait rencontré l'un des meurtriers et un témoin (son propre neveu) la nuit du meurtre afin de les aider à former un alibi[80].
- 10 juin-12 juin : De larges manifestations se déroulent à Tbilissi contre le gouvernement et sont menées par Zaza Saralidzé, père d'un jeune homme tué lors d'un affrontement dans la rue, et Malkhaz Matchalikachvili, père d'un jeune homme tué lors d'une opération anti-terroriste. Les protestataires demandent un système transparent de justice et se plaignent de la corruption au sein du système judiciaire. Les manifestations mènent à de nombreuses arrestations et durent pendant deux jours, après quoi Saralidzé entre en négociations avec la commission gouvernementale supervisant l'enquête sur le meurtre de son fils.
- 11 juin : La Bulgarie et la Géorgie signent un accord de partnenariat entre les législatures des deux pays[81].
- 12 juin : L'Assemblée générale de l'ONU approuve la résolution annuelle géorgienne demandant le retour des réfugiés géorgiens en Abkhazie et en Ossétie du Sud. 81 pays soutiennent la résolution et 16, menés par la Russie, l'opposent[82].
- 13 juin : 
  - Le Premier Ministre Guiorgui Kvirikachvili, en désaccord avec son parti dans les questions économiques, annonce sa démission[83].
  - Le Montenegro inaugure un Consulat honoraire à Tbilissi[84].
- 14 juin : 
  - Mamouka Bakhtadzé, Ministre de la Finance, est nommé Premier Ministre par le RG, à la suite de la démission de son prédécesseur[85].
  - Le Parlement européen adopte une résolution condamnant la Russie pour son occupation militaire de la Géorgie. La résolution condamne aussi Moscou, le Nicaragua, le Venezuela, Nauru, et la Syrie pour avoir reconnu l'indépendance de l'Abkhazie et de l'Ossétie du Sud[86].
- 19 juin : Les résidents de la Gorge de Pankissi manifestent dans le village de Douissi contre les autorités centrales, demandant justice pour la mort de Temirlan Matchalikachvili, un jeune homme tué lors d'une opération anti-terroriste dans la région en décembre[87].
- 20 juin : 
  - Le 44e tour des Discussions internationales de Genève, entre Tbilissi, Moscou, Tskhinvali et Sokhoumi, se déroule sans progrès notable[88].
  - Le Parlement approuve le cabinet du nouveau Premier Ministre Mamouka Bakhtadzé. Ce cabinet est temporaire, jusqu'au remaniement du cabinet quelques semaines plus tard[89].
- 24 juin : Tskhinvali fait des prétentions sur une série de territoires géorgiens, dont une route stratégique et une mine de marbre. La Géorgie condamne l'annonce faite par les autorités séparatistes[90].
- 26 juin : 
  - Le gouvernement géorgien adopte la Liste Otkhozoria-Tatounachvili, une loi imposant des sanctions migratoires et financières sur 33 séparatistes d'Abkhazie et d'Ossétie du Sud accusés par Tbilissi d'être derrière de sérieux crimes contre les droits de l'Homme des citoyens géorgiens[91].
  - Le nouveau Premier Ministre annonce un changement du cabinet. Le Ministère de la Culture et des Sports est combiné avec le Ministère de l’Éducation et des Sciences, le Ministère du Système pénitentiaire est combiné avec le Ministère de la Justice, et le Ministère des Déplacés internes est combiné avec le Ministère de la Santé, du Travail et des Affaires sociales[92].
- 27 juin : 
  - Deux officiers de la garde-frontière, en poste à la frontière avec le Daghestan, sont détenus par les autorités russes, avant d'être libérés deux jours plus tard[93].
  - Les Mécanismes de Préventions et de Réponses aux Incidents de Gali, un format de négociations entre Tbilissi et Sokhoumi, sont suspendus après le refus par Tbilissi de retirer ses sanctions sur un soldat abkhaze accusé d'avoir tué un citoyen géorgien pour avoir refusé de lui payer un pot-de-vin[94].
- 28 juin : Le gouvernement géorgien signe un accord de libre-échange avec Hong Kong[95].
- 29 juin : La Cour municipale de Tbilissi juge l'ancien Président Mikheïl Saakachvili coupable d'abus de pouvoir pour avoir donné l'ordre en 2005 d'attaquer physiquement le député PR Valeri Guelachvili. Il est condamné à huit ans de prison in absentia.

### Juillet
- 2 juillet : Un citoyen russe est arrêté après avoir propagé une substance toxique qui empoisonne sept personnes à l'Aéroport international de Tbilissi[96].
- 3 juillet : La Cour constitutionnelle déclare les exemptions d'imposition dont bénéficie l’Église orthodoxe géorgienne comme anti-constitutionnelles.
- 4 juillet : Zourab Pataradzé, président du gouvernement de la République autonome d'Adjarie, démissionne dans ce qui est vu comme un limogeage de la part du parti au pouvoir, Pataradzé étant proche du Premier Ministre déchu Guiorgui Kvirikachvili[97].
- 6 juillet : La Coalition nationale syrienne, le groupe unifiant l'opposition contre Bashar al-Assad, dénonce la décision de Damas de reconnaitre l'Abkhazie et l'Ossétie du Sud[98].
- 10 juillet : Deux partis d'opposition, le Mouvement national uni et la Géorgie européenne, signent un accord de coopération pour les élections présidentielles d'octobre. L'accord stipule que les deux partis ont l'option d'avoir un candidat, mais les deux partis doivent éviter de faire campagne l'un contre l'autre, tandis que le candidat perdant se doit de soutenir l'autre en cas d'un second tour. Les deux partis sont de centre-droite et sont composés d'anciens membres du gouvernement de Mikheïl Saakachvili. L'accord est facilité par le Parti populaire européen, la coalition des partis de droite de l'UE[99].
- 11 juillet : Guiorgui Tsereteli, député GE-MPL, est élu président de l'Assemblée parlementaire de l'OSCE pour un mandat d'un an[100].
- 12 juillet : Durant le Sommet de l'OTAN à Bruxelles, Donald Trump dit que la Géorgie a une chance d'intégrer l'OTAN, « mais pas tout de suite »[101]. Durant le Sommet, les dirigeants de 29 États membres de l'Alliance approuvent une déclaration promettant l'intégration future de la Géorgie et offrant une plus grande coopération entre Bruxelles et Tbilissi.
- 13 juillet : Un accord de coopération est signé entre le gouvernement géorgien et la Commission européenne à l'aide humanitaire et à la réaction aux crises[102].
- 14 juillet : Le Parlement géorgien approuve le nouveau cabinet mené par le Premier Ministre Mamouka Bakhtadzé. Tandis que huit ministres préservent leurs fonctions, Mikheïl Batiachvili est nommé Ministre de l’Éducation, de la Science, de la Culture et des Sports, Ivané Matchavariani comme ministre des Finances et Guiorgui Koboulia comme ministre de l’Économie et du Développement durable[103].
- 16 juillet : 
  - Vladimir Poutine déclare que l'intégration de la Géorgie à l'OTAN est une menace directe envers la Russie, un commentaire largement condamné par Bruxelles[104].
  - Chalva Tadoumadzé est approuvé par le Parlement comme nouveau Procureur général de Géorgie. Il sert auparavant comme secrétaire-général de l'Administration du Premier Ministre[105].
  - Quatre hommes sont tués lors de l'effondrement d'une mine de charbon à Tkibouli. Une enquête criminelle est ouverte, tandis que le Président du Parlement accuse le gouvernement déchu de Guiorgui Kvirkachvili d'avoir refusé l'adoption de nombreuses réglementations sur la sécurité du travail[106].
- 17 juillet : 
  - À la suite du remaniement du cabinet, le Premier Ministre Mamouka Bakhtadzé nomme Guiorgui Gakharia (ministre des Affaires intérieures) et Maïa Tskhitichvili (ministre de l'Infrastructure et du Développement régional) comme Vice-Premiers Ministres[107]. Deux ministres du cabinet précédent sont nommés conseillers au Premier ministre.
  - Segio Mattarella, Président d'Italie, visite la Géorgie. Tbilissi et Rome signent de nombreux accords sur la coopération bilatérale dans de nombreux sujets, de la police aux échanges de technologie[108].
- 18 juillet : 
  - Le nouveau Premier Ministre Mamouka Bakhtadzé visite Bruxelles lors de sa première visite à l'étranger, afin d'affirmer le chemin pro-occidental de son gouvernement. Il rencontre les dirigeants de l'OTAN et de l'UE[109].
  - Le parti au pouvoir RG-GD limoge le député d'Issani Davit Tchitchinadzé après les critiques de ce dernier contre le Président du Parlement. Tchitchinadzé devient un député sans étiquette[110].
  - La Cour d'Appel de Géorgie confirme le verdit coupable contre l'ancien président Mikheïl Saakachvili, accusé d'avoir abusé son pouvoir après avoir réduit les peines de prison de certains membres du gouvernement inculpés dans le meurtre de Sandro Guirgvliani en 2006[111].
  - Grigol Vachadzé, ancien diplomate soviétique et ministre des Affaires étrangères, est en nomination pour représenter le MNU aux élections présidentielles d'octobre[112].
- 19 juillet : Le Président Margvelachvili rencontre Davit Oussoupachvili, un des dirigeants de l'opposition, et dit être prêt à le soutenir lors des élections présidentielles d'octobre. Toutefois, cette alliance ne se matérialise pas et le Président reste neutre dans les mois suivants[113].
- 21 juillet : 
  - Lors du Congrès de la Géorgie européenne, le parti nomme Davit Bakradzé, ancien Président du Parlement et candidat présidentiel en 2013, comme nommé pour les élections présidentielles d'octobre[114].
  - Le Conseil suprême de la République autonome d'Adjarie approuve la nomination de Torniké Rijvadzé comme nouveau président du gouvernement autonome et de son cabinet[115]. Cette décision vient après une controverse d'une semaine, durant laquelle le Président disait vouloir considérer de nombreux candidats, et non pas seulement le candidat soutenu par le parti au pouvoir.
- 23 juillet : Anatoli Bibilov, président de facto d'Ossétie du Sud, visite la Syrie et signe un accord de coopération et d'amitié avec le dirigeant autoritaire syrien Bachir al-Assad[116]. La visite se déroule juste une journée après l'établissement des liens diplomatiques entre les deux régimes.
- 25 juillet : 
  - Trois membres RG-GD du conseil municipal d'Ozourgeti démissionnent après un scandale impliquant des membres du parti au pouvoir ayant battu un membre MNU du conseil municipal pour avoir critiqué le gouvernement central sur Internet[117].
  - Le Maire de Tbilissi, Kakha Kaladzé, annonce un plan ambitieux de transport en commun, planifiant le remplacement de 511 anciens autobus, l'augmentation du nombre de trains et d'autobus en activité et la réduction du nombre de minibus d'ici 2019. Le but est de réduire les transports privés de moitié[118].
- 26 juillet : 
  - Des centaines de manifestants bloquent l'accès à la région montagnarde de Haute-Svanétie, empêchant les autorités de pénétrer dans la région afin d'inspecter l'exploitation du bois, dont le haut niveau aurait causé de sévères inondations quelques semaines auparavant[119].
  - Le gouvernement adopte une réforme de la politique régionale des autorités centrales, selon laquelle les décisions régionales seront prises directement par le Premier Ministre, au lieu du Ministère de l'Infrastructure et du Développement régional. Le Premier Ministre Mamouka Bakhtadzé limoge cinq gouverneurs régionaux[120].
- 27 juillet : Six personnes, dont cinq Géorgiens et un Tchétchène, sont condamnés de 10 à 13 ans de prison pour avoir aidé l'État islamique à planifier des attaques terroristes en Géorgie. Rouslan Chavadzé, l'un des chefs du groupe, est condamné in absentia[121].
- 30 juillet : La Cour constitutionnelle de Géorgie juge toute sanction contre la culture et la consommation du cannabis comme anti-constitutionnelle, menant à la légalisation informelle de la plante. Certains dirigeants de l’Église orthodoxe géorgienne appellent à l'abolition de la Cour en réponse[122].
- 31 juillet : Davit Oussoupachvili, ancien président du Parlement et chef du parti d'opposition Mouvement pour le Développement, annonce sa candidature aux élections présidentielles d'octobre[123].

### Août
- 2 août : 
  - Vassili Lounev, général russe, est nommé chef des États-majors des forces armées de la république séparatiste d'Abkhazie[124].
  - La Lituanie annonce accepter la demande de la Géorgie d'imposer des sanctions sur certains militaires accusés de violer les droits de l'Homme des citoyens géorgiens dans les républiques séparatistes d'Abkhazie et d'Ossétie du Sud[125].
  - Nino Gvenatadzé, présidente de la Cour suprême de Géorgie pour un mandat devant durer jusqu’en 2025, annonce sa démission pour des raisons de santé. La démission oblige le Président Margvelachvili à nommer un successeur, ce qu'il échoue de faire après des différends avec le parti au pouvoir[126].
- 8 août : La Géorgie commémore les dix ans depuis la Deuxième guerre d'Ossétie du Sud, tandis que la communauté internationale appelle à la Russie de retirer ses troupes des régions séparatistes et de reconnaitre l'intégrité territoriale de la Géorgie.
- 16 août : 
  - L'Iran convoque l'ambassadeur géorgien et condamne les autorités de Tbilissi après des allégations de manque de respect envers certaines passagères d'un vol Téhéran-Tbilissi à cause de leur port du voile, des allégations démenties par la Géorgie[127].
  - Salomé Zourabichvili, ancienne diplomate française, ministre des Affaires étrangères et députée, annonce sa candidature aux élections présidentielles d'octobre, présentant son programme devant la maison de son arrière-grand-père, l'homme politique Niko Nikoladzé, dans le village de Didi Djikhaïchi[128].
- 20 août : Le Premier Ministre Mamouka Bakhtadzé nomme sept nouveaux gouverneurs pour représenter le gouvernement central en Basse-Karthli, Mtskheta-Mtianeti, Karthli intérieure, Samtskhé-Djavakheti, Iméréthie, Samegrelo-et-Haute-Svanétie et Gourie[129].
- 23 août-24 août : La chancelière allemande Angela Merkel visite la Géorgie lors d'une visite officielle, rencontrant les autorités centrales ainsi que les membres de l'opposition. Afin de commémorer les dix ans depuis la Deuxième guerre d'Ossétie du Sud, elle visite le village d'Odzissi, située sur la frontière administrative entre la Géorgie propre et la zone sous le contrôle des autorités séparatistes pro-russes d'Ossétie du Sud[130].
- 24 août : 
  - Le Président Margvelachvili annonce sa décision de ne pas nommer un nouveau président de la Cour suprême de Géorgie, après le refus des ONG de son offre leur donnant le pouvoir de nommer un candidat à ce poste[131].
  - Anatoly Bibilov, président de facto d'Ossétie du Sud, et Raoul Rhadjimba, président de facto d'Abkhazie, visitent Moscou pour rencontrer Vladimir Poutine et discuter de l'approfondissement des relations trilatérales face à Tbilissi[132].
  - L'Université internationale de la mer Noire perd pour un an le droit d'accepter de nouveaux étudiants, à la suite d'une décision du Centre national pour l'Amélioration de la qualité d'éducation, citant la massive dette publique de l'université. L'institution, propriété du groupe controversé turc Gülen, prétend que les autorités s'en prennent à l'université pour empêcher sa vente à des investisseurs britanniques et de sécuriser sa vente à des entrepreneurs géorgiens[133].
- 27 août : Zourab Pataradzé, ancien chef du Gouvernement de la République autonome d'Adjarie, est nommé ambassadeur en Azerbaïdjan[134].
- 28 août : La période électorale commence officiellement, autorisant les candidats aux élections présidentielles à lancer leurs campagnes[135].
- 30 août : Cinq citoyens géorgiens, détenus deux jours plus tôt par les autorités séparatistes d'Ossétie du Sud pour avoir franchi la frontière administrative lors d'une randonnée, sont libérés et remis aux autorités géorgiennes[136].
- 31 août : 
  - La police arrête Guiorgui Tchelidzé, chef de l'Unité nationale géorgienne, un groupe fasciste, pour possession illégale d'armes à feu[137].
  - Le président Margvelachvili annonce sa décision de ne pas se présenter pour un second mandat lors des élections présidentielles d'octobre[138].
  - Salomé Zourabichvili, ancienne diplomate et ambassadrice française, née en France, renonce à sa citoyenneté française afin de présenter sa candidature aux élections présidentielles d'octobre.

### Septembre
- 3 septembre : 
  - Deux touristes polonais, emprisonnés pendant deux jours dans la municipalité de Djava par les autorités sud-ossètes pour avoir franchi la frontière administrative avec la république séparatiste d'Ossétie du Sud, sont libérés[139].
  - Des dizaines d'employés de Georgian Public Broadcasting, la compagnie supervisant les médias publics, manifestent contre un nouveau contrat retirant certains droits à près de 70 employés[140].
- 4 septembre : 
  - Le Ministère des Finances signe un accord avec l'Agence de Coopération internationale du Japon pour un prêt de $343 millions afin de construire l'autoroute Chorapani-Argveta en Géorgie occidentale[141].
  - L’École européenne du Partenariat oriental ouvre à Tbilissi pour aider les élèves de 16 et 17 ans à obtenir des diplômes avant d'étudier en Europe. L'école est financée par Bruxelles et est ouverte aux étudiants de la Géorgie, l'Arménie, l'Azerbaïdjan, la Biélorussie, la Moldavie et l'Ukraine[142].
- 5 septembre : Le gouvernement russe inaugure une école russophone à Akhalgori, une ville géorgienne dans la république séparatiste d'Ossétie du Sud, menant à de nombreuses critiques de la part de Tbilissi[143].
- 6 septembre : 
  - La république séparatiste d'Abkhazie signe avec la Syrie un accord de commerce libre entre les deux pays[144]. Les États-Unis répondent en interdisant toute aide publique envoyée vers la Syrie[145].
- 7 septembre : Le Colonel Alexandre Kiknadzé est nommé nouveau chef du commandement oriental des forces terrestres de l'armée géorgienne[146].
- 8 septembre : Guenadi Gagoulia, premier ministre séparatiste d'Abkhazie, meurt dans ce qui est annoncé avoir été un accident de voiture. Son garde du corps et son chauffeur survivent à l'accident.
- 9 septembre : Le RG, parti au pouvoir, annonce sa décision de ne pas présenter de candidat aux élections présidentielles d'octobre, choisissant à la place de supporter la candidature de Salomé Zourabichvili, ancienne diplomate française et députée sans étiquette[147].
- 12 septembre : Lacha Goguia, maire de Zougdidi, et son vice-maire, Guia Goulordava, démissionnent, après moins d'un an au pouvoir. Le lendemain, le gouvernement géorgien lance une enquête de corruption sur les deux qui culmine avec leur arrestation[148].
- 14 septembre : 
  - La 89e rencontre du Mécanisme de Prévention et de Réaction sur les Incidents d'Ergneti, un format de négociation entre Tbilissi et les séparatistes de Tskhinvali, s'écroule après le départ des représentants sud-ossètes. Les séparatistes réclament l'arrêt par Tbilissi du cas juridique contre deux soldats sud-ossètes accusés de la torture et du meurtre d'un citoyen géorgien en Ossétie du Sud[149]. Le format est interrompu jusqu'en décembre.
  - Le Premier Ministre Bakhtadzé annonce un plan ambitieux de réforme du système d'éducation, d'après lequel le budget public consacré à l'éducation se doit d'augmenter jusqu'à 10-11 % du PIB national avant 2020[150].
  - Des nouveaux chefs de la police sont nommés par le Ministère des Affaires intérieures à Tbilissi et en Kvemo Karthli[151].
  - Interpol émet un mandat d'arrêt sur Davit Gourtsiev et Alik Taboev, deux officiers de sécurité d'Ossétie du Sud, pour la torture et le meurtre d'Artchil Tatounachvili, un citoyen géorgien tué en février[152].
- 15 septembre : Zoura Vardiachvili, éditeur du journal libéral Liberali, est attaqué par trois attaquants anonymes. Certains activistes accusent les attaquants de s'en prendre à la liberté des médias[153].
- 17 septembre : La députée ADP Nato Tchkheidzé quitte son parti dans un acte considéré comme une protestation contre la direction du parti, qui refuse de critiquer le gouvernement au sujet de la pression financière appliquée sur la chaîne télévisée d'opposition Iberia TV[154].
- 18 septembre : 
  - Lors d'une rencontre dans le cadre de sa campagne présidentielle, la candidate sans étiquette Salomé Zourabichvili dit être contre l'implication des dirigeants religieux dans les affaires d’État, menant à de nombreuses critiques de la part de l’Église orthodoxe géorgienne et d'activistes conservateurs[155].
  - Le Ministère des Affaires intérieures annonce une réforme de la police nationale, s'engageant à promouvoir les bons cadres de la police et à créer un nouveau département des crimes juvéniles[156].
  - Valery Bganba, ancien président abkhaze par intérim, est nommé Premier Ministre de la République séparatiste d'Abkhazie[157].
- 20 septembre : Le Ministère de la Finance annonce un délai d'un an sur son interdiction d'importation de blé par route, citant le haut niveau des protestations contre l'interdiction[158].
- 22 septembre : La famille de Temirlan Matchalikachvili, un jeune homme de 19 ans mort à la suite d'une opération antiterroriste en 2018, bloque accès à la fête régionale de Pankissoba, une célébration dédiée à la région musulmane de Pankissi, afin de protester le manque d'action punitive par les autorités centrales à la suite de la mort de leur fils[159].
- 23 septembre : 25 candidats sont enregistrés pour les élections présidentielles d'octobre, marquant le plus grand nombre de candidats présidentiels de l'histoire de la Géorgie[160].
- 27 septembre : Le Premier Ministre Bakhtadzé prononce le discours annuel de la Géorgie devant la 73e Assemblée générale des Nations unies, durant lequel il présente à la communauté internationale un plan de paix avec les républiques séparatistes d'Abkhazie et d'Ossétie du Sud, intitulé « Une étape pour un meilleur futur » et incluant un programme de coopération économique et éducationnel avec les résidents des régions rebelles[161].
- 29 septembre : Moscou, Tskhinvali et Sokhoumi condamnent le discours du Premier Ministre Bakhtadzé lors de l'Assemblée générale des Nations unies, dans lequel il offre « un futur commun aux compatriotes abkhazes et ossètes »[162].

### Octobre
- 1er octobre : 
  - La Géorgie inaugure un nouveau système de défense aérien, armé par la France[163].
  - Zaza Okouachvili, un entrepreneur et homme politique, membre ADP du Conseil Suprême de la République autonome d'Adjarie, dit avoir été victime de pression financière par le gouvernement central, qui l'aurait forcé de transmettre 4 millions de laris à certains membres du gouvernement en échange de la fermeture des cas juridiques apportés contre Omega Group, une compagnie de médias et de tabac, propriété d'Okouachvili. Les membres du gouvernement et le parti au pouvoir nie ces accusations, ainsi que TBC Bank, la banque qui aurait été impliquée dans le transfert des fonds[164].
- 2 octobre : 
  - Cinq hélicoptères russes volant de Tskhinvali à Akhalgori franchissent la zone d'occupation et survolent des villages géorgiens dans la municipalité de Gori[165].
  - Le député de Géorgie européenne Mamouka Tchikovani quitte son parti pour rejoindre un autre parti d'opposition, le MNU[166].
- 5 octobre : 
  - La Géorgie, la Moldavie et l'Ukraine inaugurent une Assemblée inter-parlementaire entre les trois pays. Cette assemblée a la responsabilité de faciliter la collaboration politique entre les trois pays[167].
  - La Géorgie et l'Ukraine signent un accord autorisant les citoyens des deux pays de voyager entre Tbilissi et Kiev avec une simple carte d'identité, abolissant le besoin de passeport entre les deux nations[168].
  - Lors du Sommet de GUAM, la Géorgie, l'Ukraine, l'Azerbaïdjan et la Moldavie signent plusieurs accords pour engager les pays à coopérer dans le développement d'un corridor de marché libre et de transport facilité de Bakou à Çisinau. Les nations s'accordent aussi de combattre ensemble contre les violations des règles de commerce international aérien[169].
  - Quatre nouveaux ambassadeurs sont nommés en Autriche, Jordanie, Turquie et Lettonie[170].
- 9 octobre-10 octobre : Le 45e tour des Discussions internationales de Genève se déroule entre les représentants du gouvernement géorgien, des autorités séparatistes d'Abkhazie et d'Ossétie du Sud, et de Moscou, sous la supervision des États-Unis, de l'OSCE et de l'UE, marquant le dixième anniversaire des négociations. Les côtés ne rapportent aucun progrès[171].
- 9 octobre : Maïa Otinachvili, une Géorgienne capturée par l'armée russe pour avoir franchi la frontière de facto avec l'Ossétie du Sud, est libérée après 10 jours de captivité, durant lesquels elle est battue par des soldats russes[172].
- 10 octobre-14 octobre : La Foire du livre de Francfort se déroule, avec la Géorgie comme invité d'honneur[173].
- 10 octobre : L'Assemblée parlementaire du Conseil de l'Europe adopte une résolution réclamant l'accès aux républiques séparatistes d'Abkhazie et d'Ossétie du Sud pour les organisations des Droits de l'Homme[174].
- 14 octobre : La chaîne télévisée Roustavi 2 publie des enregistrements du député RG Victor Djaparidzé et du prisonnier Mirza Soubeliani, ancien officiel du Bureau du Procureur général en prison pour avoir tenté d'influencer l'enquête sur un double meurtre en faveur de son fils. Les enregistrements montrent que Soubeliani reste en contact depuis la prison avec le parti au pouvoir. Il admet dans les révélations son implication dans de nombreux scandales gouvernementaux. Soubeliani tente de se suicider le lendemain, tandis que d'autres enregistrements sont publiés dans la semaine[175].
- 16 octobre : La chaîne télévisée Iberia TV cesse son programme, accusant le gouvernement de mettre pression sur la chaîne afin de la forcer à cesser ses messages anti-gouvernementaux[176].
- 17 octobre : Trois anciens officiels du Ministère des Affaires étrangères sont arrêtés après être accusés d'avoir planifié une tentative de meurtre contre le défunt Badri Patarkatsichvili, un milliardaire et ancien candidat présidentiel, en 2007, sous la présidence de Mikheïl Saakachvili.
- 18 octobre : Les États-Unis offrent deux navires patrouilleurs à la Géorgie, le Staten Island et le Jefferson Island[177].
- 19 octobre : Le Président Margvelachvili accuse le cabinet du Premier ministre d'avoir violé la Constitution géorgienne, à la suite du refus du gouvernement de participer à un conseil des ministres convoqué par le Président. D'après le Premier Ministre, la convocation présidentielle est invalide à cause d'une signature manquante sur le document de la convocation. Le Président, qui refuse d'envoyer une nouvelle requête, avait convoqué le cabinet à la suite de la révélation que Mirza Soubeliani, un ancien officiel du Bureau du Procureur général en prison pour avoir influencé la poursuite sur'un double meurtre en faveur de son fils, est resté en contact avec le Ministère des Affaires intérieures[178].
- 22 octobre : 
  - Le Département d'État américain approuve le financement d'une campagne contre la propagande anti-occidentale en Géorgie[179].
  - Le gouvernement géorgien cesse son cas juridique contre l'Université internationale de la mer Noire, une institution scolaire affiliée à l'opposition turque, après que l'université accepte de payer sa dette de 715 000 laris[180].
  - Le gouvernement annonce un programme de politique écologique pour remplacer la flotte d'autobus des transports en commun de Tbilissi, avec un plan ambitieux de changer 90 % des véhicules à travers le pays avec des voitures électriques, afin de réduire la dépendance de la Géorgie sur l'essence étrangère[181].
- 28 octobre : à la suite du premier tour des élections présidentielles, Salomé Zourabichvili, candidate indépendante, et Grigol Vachadzé, du MNU, reçoivent 39 % et 38 % des voix respectivement, avançant au second tour. 23 autres candidates reçoivent de 0,03 % à 11 % des voix[182]. Davit Bakradzé, candidat de la Géorgie européenne, apporte son soutien à Grigol Vachadzé.
- 29 octobre : Data Akhalaïa, ancien chef du Département de sécurité constitutionnelle du Ministère des Affaires intérieures, est jugé coupable d'abus de pouvoir par la Cour municipale de Tbilissi dans le cas du meurtre de Sandro Guirgvliani de 2006 et est condamné à six ans de prison in absentia.
- 30 octobre : Imedi TV, l'une des principales chaînes télévisées de Géorgie, annonce une campagne contre Grigol Vachadzé et un « retour du régime du MNU » pour le second tour des élections présidentielles[183].

### Novembre
- 1er novembre : 
  - Les autorités séparatistes d'Ossétie du Sud installent 400 mètres de barrières près des villages de Balta et d'Atotsi, séparant de nombreux villageois géorgiens de leurs fermes. Tbilissi, Washington et Bruxelles condamnent l'activité[184].
  - Lacha Goguia, ancien maire de Zougdidi, et son député, Guia Goulordava, sont arrêtés par l'Agence anti-corruption du gouvernement pour avoir reçu un paiement de 21 500 USD en échange de la privatisation de deux parcelles de terre publique[185].
- 2 novembre : 
  - 7 nouveaux ambassadeurs sont nommés par le Président Margvelachvili pour représenter la Géorgie en Bulgarie, Chine, République tchèque, Hongrie, Italie, aux Pays-Bas, en Arabie saoudite et en Slovénie[186].
  - Après une rencontre entre le gouvernement géorgien et le Synode de l’Église orthodoxe géorgienne, le gouvernement retire son projet de loi pour légaliser la culture et l'export de cannabis[187].
  - Le Parti républicain, un parti libéral datant de l'indépendance géorgienne, annonce son soutien à la candidature de Grigol Vachadzé au second tour des élections présidentielles[188].
- 5 novembre : Le Bureau du Procureur général charge l'ancien Procureur général Otar Partskhaladzé pour avoir battu l'ancien Auditeur général de Géorgie en 2017[189].
- 7 novembre : 
  - Le Conseil de l'Europe adopte un rapport reconnaissant le progrès de la politique de décentralisation en Géorgie, tout en critiquant l'accumulation du pouvoir dans certaines mairies contrôlées par le RG[190].
  - Le Sénat d'Irlande adopte la Liste Otkhozoria-Tatounachvili, imposant des sanctions sur certains membres du gouvernement séparatiste d'Ossétie du Sud accusés d'avoir torturé un citoyen géorgien[191].
- 8 novembre : Le Premier ministre Mamouka Bakhtadzé annonce un nouveau programme d'aide sociale, augmentant les bénéfices financiers aux chômeurs, militaires et membres de la police frontalière. Les critiques accusent le gouvernement d'utiliser les fonds publics pour aider la candidature de Salomé Zourabichvili à la présidence[192].
- 9 novembre : 
  - Malkhaz Matchalikachvili, père d'un suspect de terrorisme tué par les autorités géorgiennes en 2018, installe des tentes devant le bâtiment du Parlement géorgien pour manifester contre le gouvernement. Les tentes restent installées jusqu'à aujourd'hui[193].
  - La Norvège annonce la fermeture de son ambassade à Bakou et l'ouverture d'une ambassade à Tbilissi[194].
- 14 novembre : Le Parlement européen adopte une résolution félicitant le progrès géorgien dans le contexte de l'Accord d'Association UE-Géorgie. La résolution, toutefois, attache des préoccupations au sujet de la pression d'Ankara sur la communauté turque en Géorgie et au sujet du cas d'Afghan Moukhtarli, un journaliste azerbaïdjanais critiquant le gouvernement de Bakou et enlevé en Géorgie[195].
- 20 novembre : Trois organisations non-gouvernementales accusent le gouvernement d'imprimer des fausses cartes d'identité afin d'aider la candidate Salomé Zourabichvili à remporter les élections présidentielles. Le gouvernement nie les allégations[196].
- 21 novembre : 
  - Raoul Khadjimba, président séparatiste d'Abkhazie, rencontre Vladimir Poutine à Sotchi.
  - La Géorgie et l'Union européenne signent trois accords, dont le Programme d'Action annuel 2019 et deux accords financiers entre Bruxelles et Tbilissi pour augmenter l'aide européenne dans les finances publiques[197].
- 23 novembre : La Cour d'Appel de Géorgie acquitte trois photographes accusés d'espionnage pour la Russie en 2011, citant le manque de preuve et la violation de leurs droits. Giorgui Abdaladzé, l'un des photographes, est choisi comme photographe officiel de la candidate présidentielle Salomé Zourabichvili. Il devient photographe officiel du Palais présidentiel quand celle-ci remporte les élections[198].
- 25 novembre : 
  - L'ancien président Mikheïl Saakachvili annonce son plan de retourner de son exil dans le scénario d'une victoire de l'Opposition unie aux élections présidentielles. Saakachvili dit vouloir devenir directeur de la Zone économique libre de Lazica, sur la mer Noire[199].
  - L'Alliance des Patriotes, un parti politique d'extrême-droite, organise une large manifestation à Tbilissi contre la candidature de Grigol Vachadzé aux élections présidentielles[200].
- 26 novembre : 
  - Joseph Daul, Président du Parti populaire européen (groupe de partis politiques européens de centre-droite) annonce son soutien envers l'Opposition unie dans les élections présidentielles[201].
  - Les autorités séparatistes d'Ossétie du Sud ferment les points de passage avec la Géorgie propre, afin d'empêcher les citoyens sud-ossètes de participer aux élections présidentielles de Géorgie. La fermeture dure jusqu'au 29 novembre[202].
- 28 novembre : Salomé Zourabichvili, ancienne diplomate française et ministre des Affaires étrangères, remporte les élections présidentielles au second tour avec près de 60 % des voix, contre l'ancien diplomate soviétique Grigol Vachadzé[203].

### Décembre
- 2 décembre : Des centaines de membres de l'opposition manifestent devant le bâtiment du Parlement géorgien, demandant des élections parlementaires en 2019, et non pas en 2020. Grigol Vachadzé, candidat défait lors des élections présidentielles, refuse de reconnaitre les résultats des élections[204].
- 3 décembre : Salomé Zourabichvili rencontre le président Guiorgui Margvelachvili au palais présidentiel d'Avlabari. Cette rencontre est la première rencontre formelle entre présidents sortant et élu en Géorgie[205].
- 5 décembre : Lors d'une rencontre du Conseil de l'Atlantique-nord, Mike Pompeo, Secrétaire d’état des États-Unis, réitère le soutien de Washington envers l'intégration de la Géorgie au sein de l'OTAN[206].
- 8 décembre : Les ministres de la Défense de Géorgie et de France signent deux accords à Paris. Un accord assure la continuation de la coopération logistique entre les troupes françaises et géorgiennes dans le cadre de la Deuxième guerre civile centrafricaine. Le second accord autorise la vente de systèmes de défense aériens français à la Géorgie[207].
- 10 décembre : 
  - 22 Géorgiens faisant partie de groupes criminels organisés sont arrêtés par la police française à Lyon, en coopération avec Tbilissi[208].
  - Le groupe d'extrême-droite « Marche des Géorgiens » manifeste devant le Ministère de la Justice, bloquant l'accès au bâtiment à tout étranger. La manifestation proteste la décision de la Cour Suprême de Géorgie légalisant la vente de terres agricoles aux étrangers, une légalisation valide jusqu'à l'entrée en vigueur de la nouvelle constitution le 16 décembre[209].
- 11 décembre-12 décembre : Le 46e tour des Discussions internationales de Genève prend place entre Tbilissi, Moscou, Sokhoumi et Tskhinvali. Le seul progrès obtenu des pourparlers est l'accord par les autorités séparatistes d'Ossétie du Sud de rétablir les Mécanismes de Réponse et de Prévention d'Incidents d'Ergneti entre l'UE, Tskhinvali et Tbilissi. Moscou et les séparatistes quittent les négociations lors du débat sur le retour des réfugiés internes en Abkhazie et Ossétie du Sud[210].
- 11 décembre : Le Premier Ministre Mamouka Bakhtadzé présente le plan gouvernemental pour le développement des régions montagneuses, dont un programme ambitieux de construire des écoles et des routes menant vers les montagnes du Caucase, ainsi qu'un plan financier pour encourager l'établissement de petites entreprises. Ce plan est critiqué par une partie de la population montagnarde, qui craint les dommages envers l'écologie fragile de la région[211].
- 13 décembre : Le Parlement géorgien approuve le budget gouvernemental de 2019 avec 91 votes pour et 9 contre. Le budget prévoit 9,6 milliards de laris de dépense, une augmentation de 101 millions de laris depuis le budget de 2018[212].
- 15 décembre : Le gouvernement géorgien inaugure le programme financé par l'association charitable Cartu Fund pour éliminer les dettes personnelles de 600 000 personnes à travers le pays. Le programme est controversé, étant donné son annonce durant la campagne présidentielle et son financement par le milliardaire Bidzina Ivanichvili. Le programme est largement critiqué comme un plan d'achat de vote durant les élections présidentielles[213].
- 16 décembre :
  - Salomé Zourabichvili, ancienne diplomate française et ministre des Affaires étrangères de Géorgie, est inaugurée en tant que 5e présidente de Géorgie pour un mandat de six ans, devenant la première femme à occuper ce poste et la première cheffe d'État du pays depuis le XIIIe siècle. Elle succède à Guiorgui Margvelachvili dans la première passation de pouvoir pacifique depuis l'indépendance géorgienne de 1991. Zourabichvili est inaugurée au Palais royal de Telavi et appelle à la coopération et l'unité avec les « frères abkhazes et ossètes »[214].
  - La coalition Opposition Unie organise de larges manifestations à Batoumi, Zougdidi, Tbilissi et Koutaïssi contre l'inauguration de la nouvelle présidente. Une manifestation tombe dans la violence entre officiers de police et protestataires quand ces derniers tentent de franchir les barricades policières à Gourdjaani[215].
  - La nouvelle Constitution de Géorgie entre en vigueur, transformant la Géorgie en république parlementaire. Les pouvoirs de la Présidence sont largement diminués et les élections présidentielles directes sont abolies, créant un Collège électoral, composé des membres du Parlement et de représentants des républiques autonomes et des gouvernements locaux[216].
- 17 décembre Davit Kirkitadzé, un des chefs du MNU, est arrêté pour violence contre des officiers de police lors des manifestations en Kakhétie protestant l'inauguration de Salomé Zourabichvili.
- 18 décembre : 
  - Quatre anciens officiels du Ministère des Affaires intérieures, dont son ancien porte-parole, sont jugés coupables d'abus de pouvoir dans le cadre de la fabrication de preuves contre Amiran Robakidzé, un jeune homme de 19 ans tué accidentellement par la police en 2004[217].
  - Les négociateurs géorgiens, sud-ossètes et européens se rencontrent pour la première fois depuis la suspension des Pourparlers d'Ergneti par l'Ossétie du Sud en septembre.
  - Lacha Jvania, ancien ministre de l’Économie, est nommé chef de cabinet de la nouvelle Présidente Zourabichvili. Dimitri Gabounia, un puissant avocat, est nommé comme secrétaire parlementaire de l'Administration présidentielle[218].
- 24 décembre : Tamar Jvania est réélue pour un second mandat en tant que présidente de la Commission électorale centrale de Géorgie, devenant la première cheffe de l'agence à obtenir un second mandat[219].
- 26 décembre : L'Agence anti-corruption du Service de Sécurité d'État arrête Levan Chonia, ancien gouverneur de Samegrelo-Haute-Svanetie, pour avoir reçu un pot-de-vin de 10 000 laris durant son mandat[220].
- 27 décembre : 
  - Cinq juges sont élus au Haut Conseil de Justice, le corps chargé de superviser la branche judiciaire du gouvernement géorgien, dont le controversé Levan Mouroussidzé. Mouroussidzé est le juge de la Cour Suprême qui, en 2006, juge en faveur du gouvernement de Mikheïl Saakachvili dans le cas du meurtre de Sandro Guirgvliani. L’élection est reçue avec de nombreuses protestations de la part de l'opposition, menant au départ de cinq députés RG du parti au pouvoir[221].
  - À la suite de la révélation de la liste controversée de dix candidats à la Cour suprême choisie par le Haut Conseil de Justice, Eka Besselia, présidente du Comité des Affaires légales du Parlement, quitte son poste et commence une protestation de la politique judiciaire du parti au pouvoir, une campagne qui culmine avec son départ du RG et la formation d'un nouveau parti d'opposition en mai 2019. Le scandale vient du manque de transparence dans le processus de sélection des candidats. Le Parlement décide d'attendre le printemps avant de débattre les candidatures[222].